# Ecaterina Teodoroiu (film din 1978)
Ecaterina Teodoroiu este un film românesc din 1978, regizat de Dinu Cocea după un scenariu de Mihai Opriș și Vasile Chiriță. Rolurile principale au fost interpretate de actorii Stela Furcovici, Ion Lupu, Mihai Mereuță, Ion Caramitru, Amza Pellea și Ilarion Ciobanu.
Filmul relatează participarea tinerei eroine Ecaterina Teodoroiu (1894-1917) ca voluntar în luptele din Primul Război Mondial.

## Rezumat
În octombrie 1916, imediat ce România a intrat în Primul Război Mondial, tânăra Ecaterina (Cătălina) Teodoroiu (Stela Furcovici) sosește cu trenul de la București (unde urma Școala de Fete pentru a deveni învățătoare) la Târgu Jiu. Revoltată de ororile războiului, ea se prezintă la Comisia de recrutare pentru a se înrola ca voluntar combatant în Armata Română, dar i se refuză plecarea pe front pe motiv că este femeie și este trimisă ca soră medicală la Crucea Roșie. Ea își părăsește mama și pleacă la fratele ei, sergentul Niculae, care lupta în prima linie, cu gând să-l roage pe generalul Ion Dragalina, comandantul Armatei I, să-i aprobe să lupte pe front. Bătrânul caporal Bădeață (Mihai Mereuță) o duce cu căruța către linia frontului, dar ostașul este grav rănit de o schijă în luptele grele de pe malul râului Jiu.
Fata îl însoțește pe bătrânul Bădeață la Spitalul de campanie nr. 9 unde fusese repartizată ca soră medicală categoria I. Spitalul este condus de medicul maior Liviu Mureșan (Ion Caramitru), un ardelean de la Blaj care trecuse pe ascuns granița în România și se înrolase în Armata Română. Din cauza faptului că își pierduse ochelarii în luptele de pe Jiu și nu avea bani să-și cumpere alții, Cătălina nu reușește să-i fie de ajutor medicului. Acesta din urmă își dă seama că fata nu vede și îi cumpără o pereche de ochelari. Cătălina îl roagă pe medic să-l opereze și pe caporalul Bădeață, care fusese declarat inoperabil, iar dr. Mureșan îl operează fără ca ea să știe.
Copleșită de durere după moartea pe front a fratelui ei, Nicolae, Ecaterina își taie părul și se duce la generalul Dragalina pentru a-l ruga să aprobe plecarea ei pe front. Generalul aprobă înrolarea ei, iar fata este repartizată la Compania a VIII-a (din care făcuse parte și fratele ei) condusă de lt. Gheorghe Mănoiu (Ion Lupu) și instruită de caporalul Bădeață și de soldatul Titoi Cotigă (Niță Anastase-Fifi). Generalul Dragalina este grav rănit în luptele de pe Jiu și va muri mai târziu la București. Soldatul Ecaterina Teodoroiu luptă pe front în primele linii, dând dovadă de eroism și ocupând un cuib de mitraliere german. Ea cade prizonieră și este condusă de un sergent neamț spre comandamentul german, dar pe drum Ecaterina se apleacă brusc și ia revolverul unui ostaș mort, îndreptându-l spre sergentul neamț. Fata reușește să ajungă la compania ei care se afla în Gara Filiași și-l anunță pe comandant că nemții vor ataca cu un tren blindat. În acele lupte, tânăra Ecaterina este grav rănită de o schijă și dusă la spital unde este tratată de medicul Mureșan.
După retragerea Armatei Române în Moldova, fata este transportată la Spitalul Militar nr. 3 din Iași unde face eforturi pentru a putea merge din nou. Treptat, ea poate să se ridice din pat și să meargă în cârje și, apoi, după exerciții obositoare, reușește să meargă pe propriile picioare. Doctorul Mureșan reîntâlnește în Moldova doi ofițeri transilvăneni (interpretați de Amza Pellea și de Ilarion Ciobanu) și află că fratele lui a fost împușcat pe când încerca să treacă în România. Locotenentul Mănoiu îi aduce la cunoștință Ecaterinei că a primit Virtutea Militară. Cei doi se plimbă împreună prin Parcul Copou și pe la Teiul lui Eminescu.
Fiind vindecată, Ecaterina vrea să plece din nou pe front, dar Mănoiu refuză să o primească, nedorind ca ea să-și riște viața. Fata insistă ca maiorul Mureșan să-i semneze externarea pentru a se putea întoarce în unitate, dar medicul refuză. Ea fuge din spital, dar este prinsă și arestată ca spioană. Maiorul o scoate de acolo și îi dă un bilet de tren pentru a pleca la Mărășești unde era linia frontului. Ea ajunge pe front la compania ei care se lupta cu gerul cumplit (-30 grade) și cu tifosul exantematic. Locotenentul Mănoiu îl roagă pe colonelul Jipa (Cornel Coman) s-o trimită pe Ecaterina la partea sedentară a armatei pentru a o feri de riscul de a muri pe front.
Înaltul Comandament Militar o înaintează la gradul de sublocotenent pentru merite deosebite pe câmpul de luptă, iar generalul o detașează la Comandamentul Diviziei. Ea îi spune comandantului diviziei că refuză să-și părăsească compania, iar generalul îi acceptă rugămintea de a rămâne pe front. Mănoiu este invidios, dar îi încredințează comanda unui pluton de infanterie. Aflată pe front, Ecaterina află că medicul Mureșan s-a îmbolnăvit de tifos exantematic și a murit.
Comanda Armatei I este preluată de generalul Eremia Grigorescu. În luptele de la Mărăști și Mărășești, acțiunea ofensivă a armatei germano-austro-ungare este oprită de Armata Română cu pierderi grele. În cursul luptelor, Ecaterina Teodoroiu este împușcată în piept și moare eroic, în fruntea plutonului pe care îl comanda ca sublocotenent. Ultimele ei cuvinte au fost: „Înainte, băieți!”.

## Distribuție
- Stela Furcovici — slt. Ecaterina Teodoroiu (Cătălina)
- Ion Lupu — lt. Gheorghe Mănoiu
- Mihai Mereuță — caporalul Bădeață
- Ion Caramitru — maior dr. Liviu Mureșan
- Cornel Coman — col. Jipa
- Niță Anastase-Fifi — soldatul Titoi Cotigă[1][2]
- Alexandru Lungu — soldatul Oarcă
- Elena Sereda — mama Ecaterinei Teodoroiu
- Teodor Pâcă — soldatul moș Tudor
- Ariton Petrescu
- Olga Bucătaru — sora Lucreția
- Maria Georgescu
- Ruxandra Macovescu — Sabinuța (Uța) Ailincăi, fetița care vinde ziare
- Ion Angelescu Moreni
- Alexandru Virgil Platon — soldat din compania Ec. Teodoroiu
- Dorina Done — o doamnă de la Societatea Filantropică de Binefacere
- Cornel Revent — poetul Octavian Goga
- Gheorghe Nune
- Nicolae Spuderca
- Virgil Mogoș — un domn de la serata Societății Filantropice de Binefacere
- Cornel Ispas
- Florina Cercel — gazda seratei Societății Filantropice de Binefacere
- Virginia Rogin — maica Veronica
- Vasile Cosma — deputatul invitat la serata Societății Filantropice de Binefacere
- Stelian Stancu — sergentul Niculae Teodoroiu, fratele Ecaterinei
- Julieta Szönyi — o doamnă de la Societatea Filantropică de Binefacere
- Liana Ceterchi
- Ion Punea
- Catița Ispas
- Constantin Guriță
- Victorița Dobre-Timonu
- Miron Murea
- Petre Gheorghiu-Dolj
- Victor Ștrengaru — un domn de la serata Societății Filantropice de Binefacere
- Arcadie Donos
- Mihai Badiu
- George Alexandru (menționat Gheorghe Alexandru)
- Amza Pellea — ofițer transilvănean refugiat
- Ilarion Ciobanu — ofițerul transilvănean Percea
- Paul Fister

## Reprezentarea personajului principal
Profesoara Elena Saulea a evidențiat ideea că scenariul impozant conține elemente de istorie, de fantezie și de dramatism existențial. Ecaterina Teodoroiu este descrisă în film ca „o eroină ce pleacă spre moarte cu dorința de a da viață unui ideal, unei lupte cu miză generoasă, o tânără ce iubește și visează pulverizând frânturile gândurilor sale curate pentru tristețea unei lumi în căutare de hotare”.
Originară dintr-o familie țărănească, Ecaterina are gesturi naturale și o fizionomie expresivă, care oscilează între inocență și reflexivitate matură. După moartea fratelui ei Nicolae, ea se remarcă prin dorința ei de a lupta pe front deși pare vulnerabilă (are o constituție fragilă și este mioapă). Ecaterina pune întrebări, având un fler al situațiilor care-i permite să discearnă care este pasul de urmat. Uciderea primului dușman îi provoacă frică, dar înțelege că datoria ei este de a se apăra.
Personajul principal este înfățișat într-o lume cu preocupări frivole, precum cea a doamnelor care înființează societăți de binefacere și organizează festivități în loc să-i ajute în mod concret pe ostașii ce luptă pe front. Filmul nu pune accentul pe calitățile de luptătoare ale Ecaterinei Teodoroiu, prima femeie ofițer din Armata Română, ci pe dorința ei de a lupta pe front împotriva dușmanilor, pe devotamentul față de patria sa și pe iubirea de neam, pe condițiile concrete care au făcut posibilă apariția și acțiunea eroinei.
Pe lângă acțiunea Ecaterinei Teodoroiu, filmul prezintă și efortul istovitor al doctorului Mureșan (interpretat de Ion Caramitru) de a salva cât mai mulți răniți, murind în cele din urmă de tifos exantematic. Medicul trăiește o dramă proprie cauzată de prinderea și împușcarea fratelui său ce a încercat să traverseze clandestin frontiera dintre Austro-Ungaria și România.

## Producție
Scenariul a fost scris de Mihai Opriș și Vasile Chiriță. Filmul a intrat în faza de producție la 2 octombrie 1977. Filmările au început la 28 februarie 1978 și s-au desfășurat la Târgu Jiu, Pucioasa, Padina, Târgoviște și București, fiind finalizate în iunie același an. Filmul a fost realizat în studiourile Centrului de Producție Cinematografică București, cu sprijinul Ministerului Apărării Naționale și al organelor locale de partid și de stat din județul Gorj.
Pentru rolul Ecaterinei Teodoroiu au concurat vreo 30-40 de actrițe printre care Aimée Iacobescu, Irina Petrescu și Violeta Andrei. Regizorul Dinu Cocea a remarcat-o într-o poză pe Stela Furcovici, care era pe atunci figurantă la Teatrul Municipal din Turda, și a chemat-o la probă. El a ales-o pe aceasta pentru a interpreta rolul Ecaterinei Teodoroiu pentru că avea un „temperament zurliu” asemănător cu cel al eroinei care a plecat să lupte pe front alături de bărbați.
Pe genericul de început numele actorului Teodor Pâcă (care murise la 16 iunie 1978) apare încadrat într-un chenar. În plus, numele actorului Gheorghe Alexandru apare trecut de două ori.
Regizori secunzi au fost Gheorghe Nune și Luiza Ciolac. Pe post de consultanți au fost folosiți col. Costică Popa (consilier militar) și prof. Elena Udriște (consilier istoric). Maistru de lupte a fost Szabolcs Cseh. Muzica este interpretată de corul și orchestra simfonică a Conservatorului „Ciprian Porumbescu” dirijată de Paul Popescu.
Revista Cinema anunța în septembrie 1978 că s-a terminat finisajul, urmând să se predea copia standard. Cheltuielile de producție s-au ridicat la 5.986.000 lei. Premiera filmului a avut loc la 4 decembrie 1978, la Cinematograful Patria.
Într-un interviu acordat cotidianului ieșean Evenimentul în octombrie 2010, Dinu Cocea afirma că filmele cu haiduci sau cu eroi ca Iancu Jianu sau Ecaterina Teodoroiu au reprezentat, prin autenticitatea lor, un scut artistic în fața presiunilor ideologice din domeniul cinematografiei.

## Recepție
Filmul Ecaterina Teodoroiu a fost vizionat de 3.429.842 de spectatori la cinematografele din România, după cum atestă o situație a numărului de spectatori înregistrat de filmele românești de la data premierei și până la data de 31.12.2007 alcătuită de Centrul Național al Cinematografiei.
În „Istoria filmului românesc (1897-2000)”, criticul Călin Căliman considera că Ecaterina Teodoroiu este un „remake” al filmului omonim din 1931, regizat de Ion Niculescu-Brună.
Analizând acest film, profesoara Elena Saulea îl considera „o creație artistică de ținută, delicată și gravă, o dramă de război ce are toate atributele unei pelicule la care spectatorul rezonează afectiv, printr-o firească identificare de personalitate”. Cadrele filmului nu imprimă un patetism cu privire la martiriul eroinei, ci se remarcă prin sobrietate și naturalețe.
Criticul Tudor Caranfil a dat filmului doar o stea din cinci și a făcut următorul comentariu: „În toamna lui 1916, o bravă învățătoare se înrolează, întâi ca infirmieră de campanie, apoi în calitate de comandant de pluton. Filmul, care nu se sustrage emfazei genului, caracteristică cinematografiei noastre e cu fantezie ilustrat sonor de ing. Dan Ionescu (Pr. ACIN).”

## Premii
Asociația Cineaștilor din România (ACIN) a acordat în anul 1978 Premiul pentru coloană sonoră inginerului Dan Ionescu pentru activitatea sa la acest film, precum și o Diplomă de onoare pentru rolul (debut) al actriței Stela Furcovici.

## Veziși
- Listă de filme românești despre Primul Război Mondial